# Plaça del Mercat (Salàs de Pallars)
La Plaça del Mercat és una obra de Salàs de Pallars (Pallars Jussà) inclosa a l'Inventari del Patrimoni Arquitectònic de Catalunya.

## Descripció
Plaça porxada per tres bandes emplaçada al centre de la vila i al davant d'una de les arcades d'accés al nucli antic i lligada als tres carrers del recinte medieval amb edificis de tres a cinc plantes d'alçada.
Tots aquests habitatges tenen el subsòl minat per arcades i cellers antics. Es troba molt deformada per les reformes sofertes. Forma part de l'antiga vila medieval que conserva la tipologia del segle xv.

## Història
La població, esmentada ja al segle x, formà part del comtat, després marquesat de Pallars.
El segle xv va ser l'època d'esplendor de la vila. Durant la Guerra dels Segadors hom hi encunya moneda.
Tots els anys, a inici de Quaresma, a la plaça, es feia la fira del bestiar de cavalls i mules.